# 宮本真希
宮本 真希（みやもと まき、1977年12月12日 - ）は、日本の女優。旧芸名、斐貴 きら（ひだか きら）。愛媛県八幡浜市出身。元宝塚歌劇団星組の娘役。所属事務所はエーチーム。伊予観光大使（愛称・いよかん大使）。

## 略歴

### 宝塚歌劇団時代
子供のころに始めたクラシック・バレエをきっかけに女優を志し、1994年、済美高等学校1年修了で宝塚音楽学校に入学。第82期生。
1996年、宝塚歌劇団入団。入団時の成績は10番。斐貴きらの芸名で月組公演『CAN-CAN』で初舞台を踏んだ後、星組に配属。
同期生には紺野まひる（元雪組トップ娘役）、蘭寿とむ（元花組トップスター）、壮一帆（元雪組トップスター）らがいる。
1996年、T.a.p.（Takarazuka Angel Project）と呼ばれる同期生によるユニットに選抜され、TVCMにも出演し、1998年に発足した宙組の発足メンバーにも名を連ねていたが、宙組異動を前にわずか2年で退団した。

### 宝塚歌劇団退団後
退団後はライジングプロダクション（現・ヴィジョンファクトリー）所属となった。
1999年、映画『おもちゃ』（監督：深作欣二）でデビュー。主演の祇園芸者（舞妓）の役に抜擢され、ヌードシーンも含め、体当たりの演技を披露し、同作品により第23回日本アカデミー賞の新人俳優賞、第11回東京国際映画祭の最優秀女優賞、第9回日本映画批評家大賞の新人賞を受賞した。
2000年、ヴィジョンファクトリー傘下のぱれっとに移籍し、映画だけでなくテレビドラマにも出演の範囲を広げている。
2014年11月、A-Teamに移籍。
愛媛県伊予観光大使（通称：いよかん大使）に任命されている。

## 出演

### テレビドラマ

#### レギュラー
- 藤沢周平の人情しぐれ町（2001年1月8日 - 3月26日、NHK総合） - おとき 役
- ラブ&ファイト（2001年9月 - 10月、TBS） - 主演・上原真希 役
- 天国への階段（2002年4月8日 - 6月24日、日本テレビ） - 江成亜木子（18歳時の寺島亜木子） 役
- お義母さんといっしょ（2003年1月 - 3月、フジテレビ系）
- あなたの人生お運びします!（2003年4月 - 6月、TBS） - 佐藤久美子 役
- 鬼嫁日記 いい湯だな（2007年4月 - 6月、フジテレビ系） - 小夜子 役
- 愛の迷宮（2007年10月 - 12月、フジテレビ系） - 鮎川文香 役
- 嵐がくれたもの（2009年8月31日、フジテレビ系） - 宇田川百合子 役
- 無痛〜診える眼〜（2015年10月 - 12月、フジテレビ） - 横井清美 役[9]
- DIVE!!（2021年4月 - 7月、テレビ東京） - 坂井恵 役
- 夫婦の秘密（2024年1月4日 - 3月7日、BS-TBS・BS-TBS 4K） - 水無瀬香子 役 [10]

#### 単発ドラマ・ゲスト
- 月曜ドラマスペシャル 内田康夫サスペンス 浅見光彦シリーズ15「志摩半島殺人事件」（2001年3月19日、TBS系） - 岩崎夏海役
- はんなり菊太郎〜京・公事宿事件帳〜 第6話「京の女狐」（2002年12月13日、NHK） - お里 役
- 金曜エンタテイメント 山村美紗サスペンス 新・祇園芸妓シリーズ2「京都百人一首殺人事件」（2004年11月5日、フジテレビ系） - 雪千代 役
- 剣客商売スペシャル「母と娘と」（2005年1月11日、フジテレビ系） - さよ 役
- 月曜ミステリー劇場 「冤罪〜父と子の旅路〜」（2005年6月6日、TBS系） - 河村礼菜 役
- 柳生十兵衛七番勝負 島原の乱 第2回「涙の剣」（2006年4月13日、NHK総合） - きぬ 役
- 特命!刑事どん亀 第7話「姿なき爆弾魔」（2006年5月22日、TBS） - 美奈子 役
- 銭華2 DX豪華版（2007年4月4日、日本テレビ） - 加納小百合 役
- 水曜ミステリー9 （テレビ東京）
  - さすらい署長 風間昭平7「つがる弘前城殺人事件」（2007年10月31日・11月4日） - 北畠浩美 役
  - 捜査検事・近松茂道12「新潟〜佐渡殺人航路」（2012年8月22日） - 高瀬千尋 役
  - 看護師・戸田鮎子の推理カルテ(2)（2013年10月30日） - 宮野麻沙子 役
  - 不倫調査員・片山由美14「京都・花の殺人乱舞」（2014年8月6日） - 滝澤理絵 役
  - トカゲの女 警視庁特殊犯罪バイク班2（2015年8月12日） - 木村美園 役
- 吉原炎上（2007年12月29日、テレビ朝日） - 鶴尾 役
- オトコマエ! 第10話（2008年7月5日） - 徳洲堂の後妻・お勝 役
- 主水之助七番勝負〜徳川風雲録外伝〜 第4話（2008年11月10日） - 蔦吉 役
- 相棒 season7 最終話「特命」（2009年3月18日、テレビ朝日系） - 山口直弓 役
- 必殺仕事人2009 第15話（2009年、テレビ朝日系）
- 金曜ナイトドラマ「メイド刑事」（2009年6月26日、テレビ朝日系）
- 赤かぶ検事 京都篇（2010年2月3日、TBS） - 雨宮潤子 役
- ドラマスペシャル「鬼龍院花子の生涯」（2010年6月6日、テレビ朝日系） - 鬼龍院花子（林田花子） 役
- ハンチョウ〜警視庁安積班〜 第5話（2012年5月7日、TBS） - 広沢江里 役
- 京都地検の女 第8シリーズ 第1話（2012年7月5日、テレビ朝日系） - 木内梨加 役
- 警視庁捜査一課9係 season7 第6話（2012年8月8日、テレビ朝日系） - 中川緑 役
  - 警視庁捜査一課9係 season10 第9話（2015年6月24日、テレビ朝日系） - 楠早和子 役
- 大岡越前2 第2話（2014年10月10日、NHK BSプレミアム） - お鈴 役
- 女と愛とミステリー（テレビ東京）
  - 警察医・花井吾朗の殺人カルテ 神戸〜江戸川殺人水路（2002年2月17日・20日） - 塚原君子 役
  - 内田康夫サスペンス「湯布院殺人事件」（2002年10月27日・30日） - 高梨春香 役
  - 「坊さん弁護士・郷田夢栄 17才の殺人者」（2003年1月26日・29日） - 水原緑 役
  - 「坊さん弁護士・郷田夢栄2 被告席に立つ女」（2004年7月4日・7日） - 水原緑 役
- 火曜サスペンス劇場 （日本テレビ系）
  - 特別企画「歌舞伎役者 中村歌留多」（2005年5月17日） - 雛菊 役
  - 6月の花嫁 2005「化身」（2005年6月21日） - 村田未菜 役
- 土曜ワイド劇場（テレビ朝日系）
  - 西村京太郎トラベルミステリー47「五能線の女」（2006年12月16日） - 井上たか子 役
  - 森村誠一の棟居刑事3「棟居刑事の青春の雲海」（2008年11月8日） - 星住貴子 役
  - 女警察署長（2009年5月23日） - 小川早苗役
  - 山村美紗サスペンス　狩矢父娘シリーズ11「京都・美人女優殺人事件」（2010年4月24日） - 江藤ゆかり 役
  - 西村京太郎トラベルミステリー54「伊豆の海に消えた女」（2010年10月2日） - 片山みゆき 役
  - ミステリー作家 六波羅一輝の推理「白骨の語り部」（2010年12月4日） - 昆有希子 役
  - 温泉若おかみの殺人推理22「みちのく花巻〜殺人は下校チャイムで始まった!!」（2011年5月28日） - 門倉あゆみ 役
  - 京都南署鑑識ファイル6「華道家元連続殺人!!」（2011年8月13日） - 桂木彩乃 役
  - タクシードライバーの推理日誌30「東京〜京都〜博多、殺人犯を追う乗客」（2012年1月7日） - 藤島典子 役
  - 鉄道捜査官13「殺意の密室列車パーティー！」（2012年5月5日） - 吉竹弓枝 役
  - おとり捜査官・北見志穂16「婚カツ美女連続殺人」（2012年6月9日） - 末長夏美 役
  - 終着駅の牛尾刑事vs事件記者冴子14「悪の器」（2012年12月29日） - 南里美雪 役
  - 検事・朝日奈耀子13「犯人が行列するロープウェイ、標高932m殺人トリック…」（2013年3月9日） - 久保美佐子 役
  - 東京駅お忘れ物預り所6「大井川鉄道SL“かわね路”2分間の空白!!」（2013年6月29日） - 柴田美奈子 役
  - 法医学教室の事件ファイル37「パラシュートで舞い降りた美女の死体復讐殺人?」（2013年11月9日） - 中谷里佳子 役
  - 警視庁捜査一課長〜ヒラから成り上がった最強の刑事!3（2014年7月26日） - 稲葉由香利 役
  - 山村美紗サスペンス　狩矢父娘シリーズ16「京都・嵐山〜鵜飼い殺人事件！」（2014年8月30日） - 福田千早 役
  - 西村京太郎トラベルミステリー65「伊豆海岸殺人ルート」（2016年2月6日） - 藤島圭子 役
  - 監察官・羽生宗一5（2017年） - 横川結衣 役
- 水戸黄門（TBS）
  - 第30部 第24話『我ら御老公の名代なり! -松山-』（2002年6月24日） - マキ 役
  - 第34部 第10話「女占い師が悪を討つ!・花輪」（2005年3月14日、TBS / C.A.L） - 八雲（おまさ） 役
  - 第36部 第4話『塩の道は絶体絶命 -糸魚川-』（2006年8月14日） - ともゑ 役
  - 第37部 第23話『消えた水戸の若君!次期将軍を狙った野望 -水戸・江戸-』（2007年9月17日） - 向井早苗 役
  - 第38部 第8話『炭より黒い悪党ども -彦根-』（2008年2月25日） - 宇佐美紀乃 役
  - 第43部 第4話『助が出会った女幽霊 -真鶴-』（2011年7月25日） - 志乃 役
- 木曜ミステリー（テレビ朝日系）
  - おみやさんスペシャル（2010年12月16日） - 今田はるか 役
- 月曜ゴールデン（TBS系）
  - 「万引きGメン・二階堂雪20 砂の絆」（2011年5月23日） - 青森ミカ 役
  - 「狩矢警部シリーズ10 千利休・謎の殺人事件」（2011年7月4日） - 野村朱美 役
  - 「警視庁南平班〜七人の刑事〜7」（2014年6月2日） - 片桐はるな 役
- ドラマスペシャル「刑事」（2014年3月26日、テレビ東京） - 秋庭由紀江 役
- Dr.倫太郎　第3話（2015年4月29日、日本テレビ） - 小林弓子 役
- 神谷玄次郎捕物控2 第5話（2015年5月1日、NHK BSプレミアム） - お品 役
- 最強のふたり〜京都府警 特別捜査班〜 第5話（2015年8月20日、テレビ朝日） - 嶋村詩織 役
- 家裁調査官・山ノ坊晃　第1作「離婚調停中の夫が愛人殺害!?“白骨の美女”が隠した3億円の謎をセレブ一家のワケあり息子が解く!!」（2016年5月7日、テレビ朝日） - 片瀬綾乃 役
- アイドル×戦士ミラクルちゅーんず! 第4話（2017年4月23日、テレビ東京） - 鳥飼愛子 役
- 赤ひげ (2017年のテレビドラマ)（2017年） - おなか 役
- 平成細雪（2018年） - 蒔岡松子 役
- 透明なゆりかご 第9回（2018年9月14日、NHK総合） - 西川梓 役
- 科捜研の女（テレビ朝日）
  - Season7（新・科捜研の女3） 第7話「人質になったマリコ　京都〜淡路島、高速バス爆破予告！」（2006年8月24日）　- 小田芽衣子 役
  - Season14 第3話「祇園日本髪殺人事件」（2014年10月30日） - 田宮柚子 役
  - Season18 第2話「妻たちの殺人計画」（2018年10月25日） - 小笠原史 役
  - Season21 第9話「2時間スペシャル」（2022年1月13日） - 椎名美幸 役
- 遺留捜査（2019年2月24日、テレビ朝日） - 梅沢由紀江 役
- 月曜名作劇場 「十津川警部シリーズ (内藤剛志)8」（2019年3月25日、TBS） - 斎藤邦子 役
- 報道スクープ映像 昭和・平成の衝撃事件！大追跡SP ドキュメンタリードラマ「疑惑の真相」（2019年3月31日、フジテレビ）
- 森村誠一ミステリースペシャル 終着駅シリーズ36 雪の螢（2020年1月9日、テレビ朝日） - 島村昌子 役
- 警視庁・捜査一課長2020 第1話（2020年4月9日、テレビ朝日） - 岡泰子 役
- 妖怪シェアハウス-帰ってきたん怪- 第1話（2022年4月9日、テレビ朝日）- 百合子 役
- 警視庁・捜査一課長 Season6 第6話（2022年5月19日、テレビ朝日）- 宇田川奈衣 役
- 大岡越前6 第七回「母子の真実」（2022年6月24日、NHK BSプレミアム）- 真面目な行商人・おるい 役
- 最高のオバハン 中島ハルコ 第2シリーズ 第7話（2022年11月19日、フジテレビ系・東海テレビ） - 吉原純玲 役

### テレビ（バラエティ他）
- 「旬彩日記」（2007年10月6日 - ?、関西テレビ） - レギュラー（毎週土曜日）
- 「趣味悠々」 カシャッと一句! フォト五七五（2007年11月 - 2008年1月、NHK Eテレ）
- 「俳句王国]」（2008年 - 2016年、NHK Eテレ）複数回
- 「世界ウルルン滞在記」アボリジニ編、アマゾン編、ケニア編 再会スペシャルを含めて4回出演（TBS系）
- 「NEXTウイークリー」ナビゲーター（2011年4月2日 - 、NHK-BS1）

### テレビCM
- LION 天使のヘアー
- グリコ乳業 カフェオーレ
- エーザイ「サクロン」
- 赤穂化成「天海の水 海の深層水」
- アリコジャパン「はいれます 終身保険」
- モアグループ企業CM
- 宇和島運輸フェリー[11]

### YouTube
- ハタチ〜オトナビトプロジェクト〜[12]

### 映画
- おもちゃ （1999年1月15日、配給: 東映、監督: 深作欣二） - 時子 役（主演）
- ドリームメーカー （1999年10月23日、配給: 東映、監督: 菅原浩志） - 小柳麗香 役
- 黄龍 イエロードラゴン （2003年4月5日、配給: 倉田プロモーション、監督: 鹿島勤） - 永瀬純 役（主演）
- らくだ銀座 （2003年11月15日、配給: office FireWorks、監督: 林弘樹） - 園田かりん 役（主演）
  - ビデオ版は「二代目! らくだ銀座」（2006年5月25日、GPミュージアムソフト）
- KARAOKE-人生紙一重-（2005年）
- PETBOX『一億の猫』（2006年、監督：天野ひろゆき）
- 県警強行殺人班・鬼哭の戦場（2007年7月、配給:ジャパン・アート、監督：宮坂武志） - 坂口かすみ役（主演）
- 白ゆき姫殺人事件（2014年3月、監督：中村義洋） - 東山先生役
- 陽光桜 -YOKO THE CHERRY BLOSSOM-（2015年11月21日） - 高岡恵子 役[13]
- 海すずめ（2016年7月2日） - 兵藤秀子 役
- 達人 THE MASTER（2021年9月10日、配給: S・D・P、監督: 横尾初喜） - 大和田奈津 役[14]
- 本を綴る（2024年10月5日、配給：アークエンタテインメント、監督：篠原哲雄）- 石野沙夜 役

### Vシネマ
- 麻雀創世記 打天使（2008年-2009年、竹書房）全3作 - 主演・水無月冬子
  - 麻雀創世記 打天使 氷の女雀士 復讐の闘打（2008年7月25日）
  - 麻雀創世記 打天使 第二章 仁義なき血染めの闘打（2008年11月21日）
  - 麻雀創世記 打天使 第三章 対決!蛇の牌 最後の闘打（2009年1月23日）
- 日本抗争烈島 三極志（2019年）全2作 - 薫(荒政文治の妻)

### 舞台
- 「エドガーさんは行方不明」（2004年2月、東京グローブ座）
- 「見よ、飛行機の高く飛べるを」（2007年2月、俳優座劇場） - 主演
- ブロードウェイミュージカル「PIPPIN」（2008年7月、銀河劇場）
- 山村美紗サスペンス「京都 花灯路恋の耀き」（2010年10月、京都南座/浅草公会堂 他）
- 「天璋院篤姫」（2011年7月、博多座） - 皇女和宮 役
- 五木ひろし特別公演「花ざくろ・大当り　高津の富くじ／スペシャル・ライブ／ビッグショー2012」（2012年2月、明治座）
- 「旅立ち〜足寄より〜」姉（2013年2月、東京グローブ座 他）
- 『七日目にボクはキミと』美月（2018年3月、新宿シアターモリエール）

## 作品

### 写真集
- birth（2004年1月29日、ワニマガジン社、撮影：塔下智士）ISBN 4898297668
- LIVE（2005年3月25日、竹書房、撮影：長屋和茂）ISBN 4812420474
- emerge（2006年12月7日、ワニブックス、撮影:山岸伸）ISBN 4847029771

### DVD
- I [ai]（2004年6月30日、ポニーキャニオン）
- LIVE（2005年4月22日、竹書房）